# Бой при Сесенье и Эскивиасе
Бой при Сесенье и Эскивиасе (исп. Batalla de Seseña) — танковая атака войск Народной армии Республики 29 октября 1936 года на позиции националистов в посёлках Сесенья и Эскивиас во время гражданской войны в Испании.
Данное столкновение стало первым боевым применением советских танков Т-26. Бой также известен первым в истории танковым тараном, который провёл экипаж Семёна Осадчего. За подвиг во время рейда посмертно удостоен звания Героя Советского Союза Николай Селицкий, став первым уроженцем Беларуси с этой наградой.

## Военно-оперативная ситуация
В начале октября 1936 года Советский Союз отправил в помощь республиканским войскам группу кадровых военнослужащих 3-й и 4-й механизированных бригад (Старые Дороги и Бобруйск, Белорусский военный округ) с 50-ю машинами Т-26 для обучения испанцев. По плану, за месяц военспецам нужно было подготовить до 100 танкистов. Занятия начались 17 октября, однако вскоре обучение резко прервало командование. Националисты, захватив Талавера-де-ла-Рейна и Толедо, начали продвигаться к Мадриду. В конце октября они взяли несколько окрестных городов, прорвав первую линию обороны столицы, и оказались в 30 км от неё. Республиканское правительство премьер-министра Франсиско Ларго Кабальеро решило задержать продвижение повстанцев к Мадриду за счёт советских специалистов.
26 октября была сформирована 1-я рота из 15 танков. Для её подобраны советские танковые инструкторы и специалисты из 4-й мехбригады. Командиром назначен капитан Поль Арман (в Испании действовал под псевдонимом «майор Грейзе»). Самые лучшие учащиеся-республиканцы вошли в экипажи в качестве стрелков. Соединение действовало под крылом бригады Энрике Листера.
Задачей Листера было атаковать противника в направлении Сесеньи, освободить этот стратегически важный городок, чтобы отбросить мятежников на юго-запад. Рота Армана должна была предпринять несколько контратак в разных направлениях, включая данное местечко. Разведка республиканцев доложила, что Сесенья войсками противника не занята. Поэтому советские танкисты думали, что встретятся со своими. Однако националисты в этом районе имели кавалерийский отряд во главе с полковником Хосе Монастерио Итуарте, марокканцев-регуларес и роту танкеток.
Накануне появился приказ главы правительства Кабальеро: 
Двадцать девятого, на рассвете, наша артиллерия и наши бронепоезда откроют мощный огонь по врагу. Затем появится наша славная авиация и обрушит на подлые головы врага много бомб. Затем выйдете вы, наши смелые танкисты, и в наиболее чувствительном для противника месте прорвете его линии. А уж затем, не теряя не минуты, броситесь вы, наша славная пехота.
Исходя из этого заявления можно понять, что командование возлагало на советские танки большие надежды, полагая, что они способны переломить ход войны. Подобные мнения были и в среде обычных военных. 28 октября военный корреспондент Кольцов в своем дневнике записал следующее:
Всех вдохновляет участие танкистов и авиации. Может быть, на самом деле это будет толчок к перелому, к поднятию духа войск.

## Ход боёв

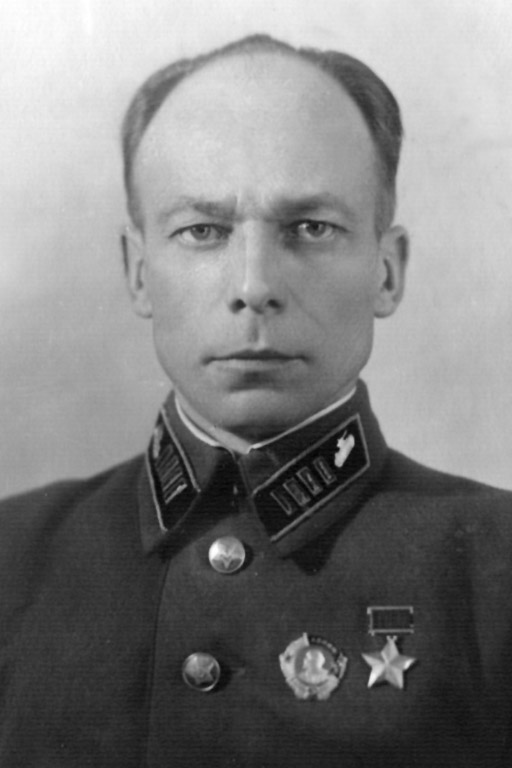
Поль Арман.

### Сесенья
В 6:30 утра 29 октября танковая рота Армана начала действовать. Сперва националисты открыли огонь по технике, но резко прекратили. Машины беспрепятственно переехали окопы и вошли в посёлок.
Республиканские войска в этом секторе не провели разведку, в результате было непонятно, в чьих руках находится городок. Сперва Арман выделил для разведки один танковый взвод, но затем выдвинул к Сесенье всю группу, так и не разобравшись, что там происходит.
На главной площади отдыхали пехотинцы и артиллеристы мятежников, которые приняли советские танки за итальянские. Арман вылез из люка головной машины и поприветствовал офицера республиканским приветствием, приняв его за союзника и попросив по-французски убрать с дороги пушку, мешавшую движению. Националист, не услышав слов из-за работающих моторов, с улыбкой спросил, итальянец ли он. Здесь капитан вдруг заметил марокканских регуларес и закрыл люк танка.
Т-26 наехали на толпу противника, начали давить всех гусеницами и расстреливать из пулемёта и орудий. Один из марокканских эскадронов кавалерии был загнан в узкую улицу, где не смог развернуться. Лошади начали неистовствовать, вставать на дыбы, сбрасывая всадников и падая сами. Три орудия, брошенные в хаосе повстанцами, были раздавлены гусеницами. Через двадцать пять минут танки случайно вышли из Сесеньи, оставив в посёлке живую силу противника. Поняв, что они выскочили из городка, Арман развернул машины на второй круг.
Бойцы войск националистов, пока противник разворачивался назад, затянули несколько орудий на крыши домов, откуда обстреливали отряд. Это чуть не погубило танкистов, которых спасла только плохая пристрелка. Экипажи стреляли наискосок под карнизы зданий, что приводило к обрушению крыш с повстанцами и пушками. Бой разбивался на отдельные очаги. В разных местах бойцы Армана автономно подавляли огневые точки врага. Один из танкистов оставил свою машину, чтобы перерезать телефонные провода, но был убит.
Марокканцы опробовали против Т-26 винтовки и ручные гранаты, которые их вообще не брали. Тогда они сообразили изготовить зажигательные смеси (предположительно, это был бензин) залить их в бутылки и забросать танки. Мятежникам всё же удалось подбить одну машину, но остальные двинулись дальше на запад в направлении Эскивиаса.
В это время с востока наконец активизировались запоздалые республиканские подразделения, встреченные плотным огнём перепуганных националистов. А после того, как республиканскую пехоту отбомбила немецко-итальянская авиация, наступление окончательно заглохло и листеровцы стали отступать на исходные позиции.

### Эскивиас

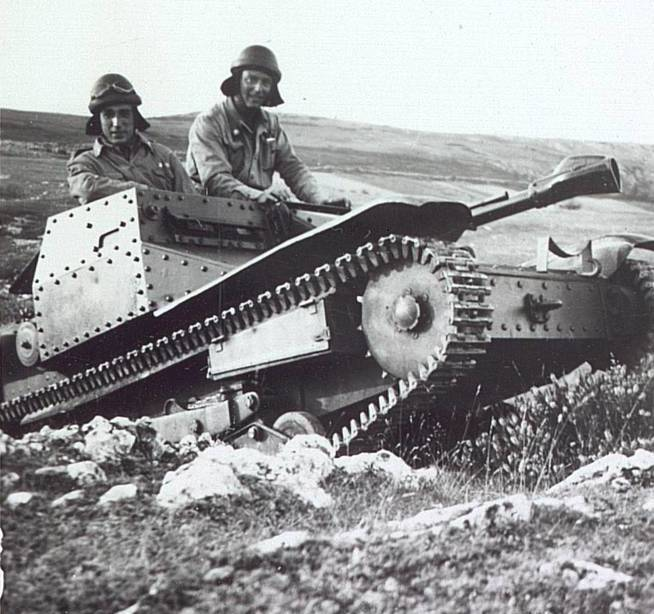
Танкетка Carro CV3/33 «Ансальдо».

Группа выехала на шоссе за Сесеньей. Арман, не имея чёткой задачи, некоторое время бродил в тылу мятежников и даже достиг Эскивиаса, где вступил в бой с разрозненными подразделениями противника.
Вперёд вырвался экипаж Николая Селицкого. Здесь его команда уничтожила несколько машин с боеприпасами, а ранее в Сесенье — батарею горных орудий. Экипаж не заметил танковый ров, упал в него, но смог выбраться, хотя и с повреждённой гусеницей. Арман оставил в помощь Селицкому два танка под командованием Павлова и Беляева, но тот заявил, что сможет справиться сам и отпустил подмогу.
На другом конце местечка Т-26 неожиданно наткнулись на итальянские танкетки, которые сопровождала батарея 65-мм орудий. Защитники быстро развернули пушки в боевой порядок. Батарея была раздавлена, но при этом был уничтожен один советский танк, а другой подбит. В свою очередь Т-26 прицельным попаданием разнесли одну машину, а вторую сбросил гусеницами в кювет танк лейтенанта Семёна Осадчего. Это был первый в истории танковый таран. После этого отряд Армана, пройдя ещё 20 километров по тылам противника, взял курс обратно в Сесенью.
Тем временем экипаж Селицкого с повреждённой правой гусеницей ворвался в один из внутренних дворов и под прикрытием каменной стены начал обстреливать повстанцев. Итальянский огнемётный «Fiat» был уничтожен прямым попаданием. На подмогу подошла батарея 75-мм орудий и, расположившись в слепой зоне, начала обстреливать советский танк, который был уничтожен через полчаса.
На обратном пути группа заметила уничтоженный Т-26 Селицкого. Погиб и сам командир, и механик Мозылев. Однако башенный стрелок Беликин остался в живых. Тело Селицкого было изуродовано: отрезан язык, на груди вырезана звезда. Марокканцы ликвидировали экипаж, когда бойцы поправляли гусеницу.

## Итоги
Националисты, отразив атаку противника, возобновили наступление. 4 ноября захвачен Хетафе (13 км к югу от Мадрида), а 8 ноября повстанцы начали фронтальную атаку на столицу. Таким образом, контрнаступление республиканцев провалилось. Как отмечал российский историк Николай Платошкин, причиной было «неудовлетворительное взаимодействие танков с пехотой, точнее полное отсутствие такового». Подобная мысль находит своё подтверждение в воспоминаниях военного корреспондента Кольцова. По его дневнику, после возвращения с рейда танкисты спросили у испанского командира, почему же отстала пехота. Тот ответил, что они «еще не научились взаимодействовать». Причинами неудачной атаки назывались также отсутствие разведки, неэффективная поддержка артиллерии, потеря радиосвязи между танками.
Однако некоторый эффект от рейда Т-26 был. Так, например, напуганный большими потерями мятежный командир Хосе Энрике Варела снял с фронта несколько воинских частей и направил их на охрану своих флангов. Потом повстанцам очень не хватало этих войск в пригородах Мадрида. Сами машины показали свою эффективность в боях против итальянских танкеток и пехоты противника
По советским сведениям, всего в этом рейде было уничтожено более батальона пехоты (600 человек), два эскадрона кавалерии, 2 итальянских танка, 30 грузовиков и 10 75-мм орудий. Собственные потери составили 3 танка и 9 человек погибших (6 советских и 3 испанских танкиста), 6 человек было ранено.